# Bachum
Bachum ist ein kleiner Stadtteil von Arnsberg im Hochsauerlandkreis (Nordrhein-Westfalen) mit 930 Einwohnern.
Der Ort verdankt seinen Namen der alten Namensform „Bachem“ oder „Bakhem“, wobei die Silbe „Bac“ oder „Bak“ Hügel und „hem“ Heim bedeutet. Daraus entstand im Laufe der Zeit der Name „Backum“ und heute Bachum. Der Name bedeutet also Heim auf dem Hügel. Nur eine alte Sage deutet den Namen als „Heimat am Bache“.
Etwa im Mittelpunkt des Ortes befindet sich die St. Isidor-Kirche.

## Geographie
Bachum liegt südwestlich des Verlaufes der Ruhr zwischen Voßwinkel und Neheim. Nördlich von Dreihausen entspringt der etwa drei Kilometer lange Bachumer Bach, der in die Ruhr mündet.

## Geschichte

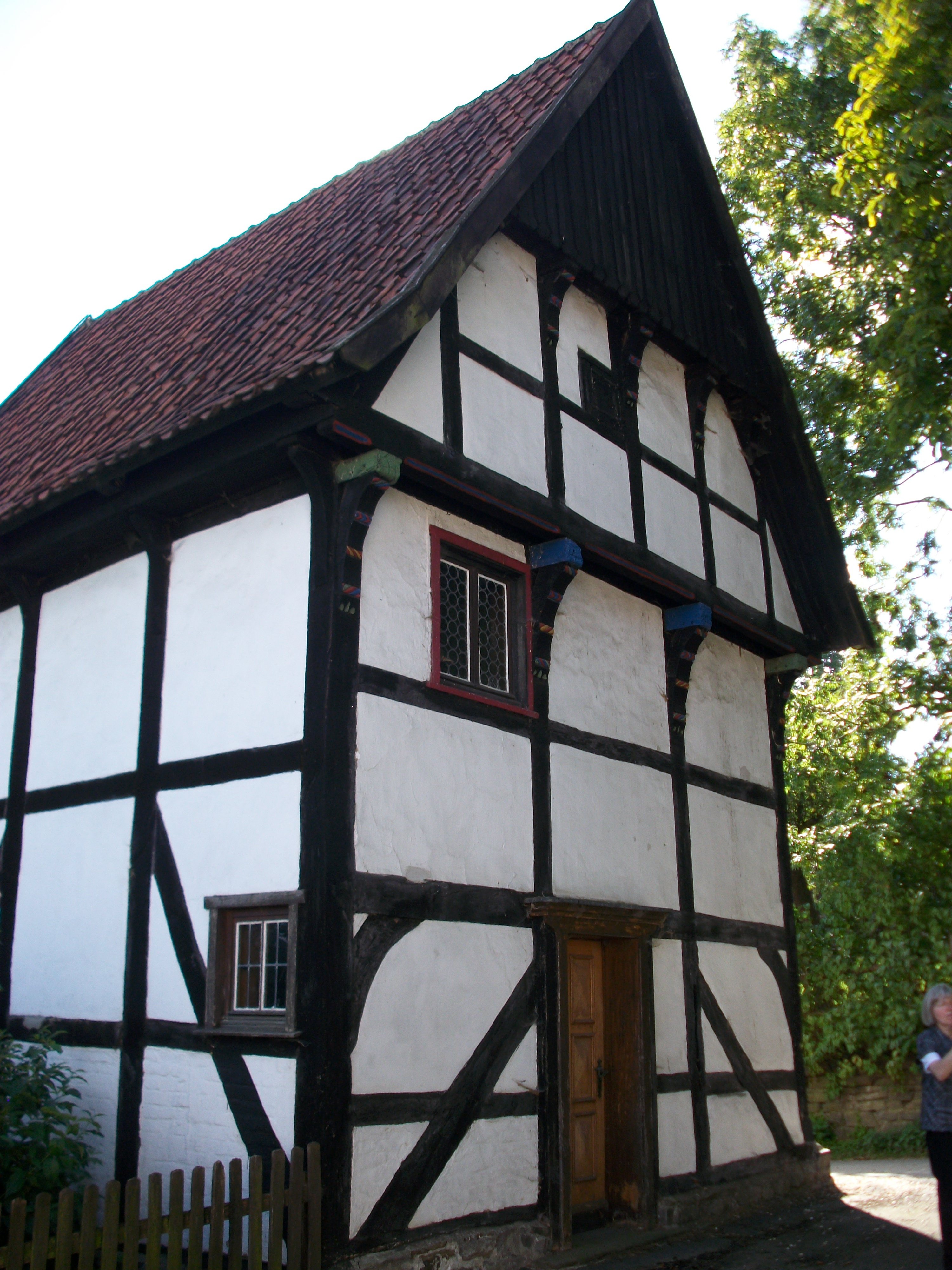
Speicher des Brandhofes

Die erste urkundliche Erwähnung Bachums datiert aus dem Jahr 1036 aus einer Urkunde im Urbar der Abtei Werden. Ein Hof in Bachum war zunächst im Besitz des Ritters Sigenand von Batthausen. Weil er kinderlos war, schenkten er und seine Ehefrau Hathewigis ihre beiden Höfe in Bachum und Oelinghausen 1170 der Kirche mit der Bedingung, aus einem der beiden Höfe ein Klöster zu erbauen. Dies geschah 1174 in Oelinghausen. Im Jahr 1860 wurde das zu Bachum gehörende Dorf „Dreihausen“ und 1901 die außerhalb des Dorfkerns befindliche Siedlung „Kamerun“ gegründet. Am 1. Januar 1975 kam Bachum im Zuge der kommunalen Neugliederung (§ 5 Sauerland/Paderborn-Gesetz) zur vergrößerten Stadt Arnsberg.

## Politik

### Wappen
Blasonierung:
In Rot eine schräggestellte goldene Hacke.
Beschreibung:
Die Hacke steht sowohl als Sinnbild für den heiligen Landmann Isidor, dem die Bachumer Kapelle geweiht ist, als auch für die frühere rein landwirtschaftliche Orientierung des Ortes. Die Farbfassung ist ohne historischen Bezug.
Genehmigt wurde das Wappen vom Innenminister des Landes NRW am 22. März 1963.

## Vereine
- Frauengemeinschaft Bachum
- Freiwillige Feuerwehr
- Friedhofsverein Bachum
- Gemischter Chor Bachum
- Kath. Schützenbruderschaft St. Isidor Bachum e. V.
- SV Bachum-Bergheim e. V.